# Zootropolis – Állati nagy balhé
A Zootropolis – Állati nagy balhé (eredeti cím: Zootopia, nemzetközi angol cím: Zootropolis) 2016-ban bemutatott amerikai 3D-s számítógépes animációs film, amely az 55. Disney-film rendezői Byron Howard és Rich Moore, akik korábban a Volt, az Aranyhaj és a Rontó Ralph című Disney-filmek direktorai voltak. Az animációs játékfilm producere Clark Spencer. A forgatókönyvet Phil Johnston és Jared Bush írta, a zenéjét Michael Giacchino szerezte. A mozifilm a Walt Disney Pictures és a Walt Disney Animation Studios gyártásában készült, a Walt Disney Studios Motion Pictures forgalmazásában jelent meg. Műfaja filmvígjáték.
Amerikában 2016. március 4-én, míg Magyarországon egy nappal korábban mutatták be a mozikban.

## Cselekmény
A történet olyan világban játszódik, ahol a földi civilizációt az állatok alakították ki. A kezdeti primitív, vérengző fázistól eljutottak a gondolkodás és a tudatos társadalomszervezés szintjére, és most már egykori ragadozó és préda békében él egymás mellett egy modern, civilizált társadalomban.
Judy Hopps, az idealista nyuszi kölyökkorától kezdve arról álmodozik, hogy egy nap rendőr válhat belőle. Kemény kiképzés után osztályelsőként végez az akadémián. Judy nagy reményekkel telve érkezik a városba, ám rá kell ébrednie, hogy nem egyszerű feladat első nyuszinak lenni a nagy és erős emlősökkel telezsúfolt rendőrségen. Senki nem veszi komolyan, csupán parkolóőri feladatokat bíznak rá, és első napján egy ravasz szélhámos róka, Nick Wilde is kihasználja. Mindez azt az érzetet erősíti benne, hogy sosem lehet több annál, mint aminek született.
A rendőrfőnök információi szerint Zootropolisból 14 emlősállat tűnt el. Egy szegény vidraasszony kétségbeesetten keresi a férjét, Emit Vidrovszkit. Judy elszántan bizonyítani akar, ezért ugrik az első lehetőségre, s vállalja, hogy a végére jár az ügynek. A rendőrfőnök vonakodva, de beleegyezik a dologba, viszont kiköti, hogy Judynak 48 órája van megoldani az ügyet; ha pedig nem jár sikerrel, akkor önként felmond.
Judy kideríti, hogy Nick Wilde az egyetlen szemtanú, aki jelen volt Emit Vidrovszki eltűnésekor, ezért üzletet ajánl neki: ha segít megoldani az ügyet, nem tartóztatja le a rókát szélhámos svindlijeiért, és főképpen adócsalásért. Nick kényszerből Judy partnere lesz, s a páros megkezdi a lázas nyomozást.
Kiderítik, hogy Emit Vidrovszki Zootropolis egyik legrettegettebb maffiavezérének, Mr. Nagynak a virágárusa volt. Mikor kérdéseket tesznek fel Mr. Nagynak, ő le akarja „jegelni” a párost, de meggondolja magát, amikor megtudja, hogy Judy korábban megmentette a lánya életét. Elmondása szerint Vidrovszki az eltűnésekor meglehetősen furcsán viselkedett: előtörtek belőle ragadozó ösztönei és megvadult. Rátámadt Mr. Nagy sofőrjére, a fekete párduc Manchasra. Amikor Judyék elmennek hozzá, hogy kérdéseket tegyenek fel neki, a saját szemük láttára Manchas is megvadul és rájuk támad. Sikerül megmenekülniük előle és azonnal értesítik a rendőrséget.
Manchas eltűnik, mielőtt kihallgathatnák. A rendőrfőnök el akarja venni Judytól az ügyet, de Nick kiáll mellette, elmondása szerint még maradt 10 órájuk, hogy a dolog végére járjanak. Judynak jólesik a támogatás. Nick ezek után elmeséli, hogy kölyökkorában a többi állat sokat piszkálta őt a rókákra jellemző előítéletek miatt, pedig ő valójában sosem akart olyan lenni, mint a többi róka. Judy biztosítja őt, hogy bízik benne, és nem alaptalan előítéletekkel viszonyul hozzá, ami Nicknek szintén jólesik. A páros kényszeres partnersége hamarosan igazi barátsággá alakul.
Zootropolis alpolgármesterének, Nyájasbarinak a segítségével kiderítik, hogy egy csapat farkas (az "Éjszakai Vonyítók") egy titkos létesítménybe szállította Manchast és Vidrovszkit. A létesítményt a polgármester vezeti, aki kutatók segítségével próbál rájönni, miért vadulnak meg az állatok, és igyekszik gyógymódot találni rá. Judy értesíti erről a rendőrséget, akik bezárják a létesítményt, a polgármestert pedig letartóztatják. Ám a sikeres akció ellenére a városban tovább folytatódik az állatok indokolatlan megvadulása, mindez óriási félelmet kelt Zootropolis növényevő lakosságában. A kialakult helyzet Nicket is szembeállítja Judyval, aki egy rosszul sikerült tévéinterjúban azt találja mondani, hogy a ragadozók veszélyesek lehetnek a többi állatra.
Nick megszakítja barátságát a nyuszival. Judy felelősnek érzi magát a városban kialakult kaotikus állapot kirobbanásáért, ezért úgy dönt, inkább kilép a rendőrségtől, és visszatér szülőfalujába.
Odahaza a répaföldön Judy véletlenül rájön, hogy az „éjszakai vonyítók” (amiknek korábban a farkasokat hitte) valójában virágok, amelyek különleges biokémiai összetevője képes átmeneti elmezavart okozni a ragadozóknál, akik emiatt vadultak meg. Ezen felismerés birtokában visszatér Zootropolisba, és miután bocsánatot kér Nicktől a köztük történtekért, a segítségét kéri az ügy megoldásában.
A páros hamarosan egy rejtett laboratóriumra bukkan a város alatt, ahol egy kos az összegyűjtött virágokból mérget készít, és ezt egy fegyverrel juttatja a ragadozók szervezetébe, hogy azok megvaduljanak. Judyék megszerzik a mérget és a fegyvert és értesítik a rendőrséget. Majdnem odaérnek, amikor megjelenik Nyájasbari alpolgármester és megállítja őket. Mint kiderül, ő áll az egész összeesküvés hátterében. Csapdába ejti Judyékat, s megszerezve a fegyvert, rálő Nickre, ezzel beoltja a méreggel, aki így megvadul és Judyra támad. Ám kiderül, hogy ez csak színjáték Nick és Judy részéről, amire azért volt szükség, hogy Nyájasbarival kimondassák a bűnösségét (a mérget korábban kicserélték ártalmatlan áfonyára, az alpolgármester mondandóját pedig felvételen rögzítették). Így a fennálló bizonyítékok fényében a rendőrség letartóztatja a bűnöst és felgöngyölítik az összeesküvést.
Hónapokkal később helyreáll a béke Zootropolisban: a polgármestert visszahelyezik eredeti pozíciójába, a kutatók megtalálják az ellenszert, amivel a megvadult állatok meggyógyulnak. Nick közben Judy támogatásával sikeresen elvégzi a rendőrakadémiát, és belőle is rendőr lesz. A két barátból hivatalosan is társak lesznek, és együtt járják Zootropolis utcáit, hogy harcoljanak a bűn ellen.

## Szereplők
| Szereplők                 | Eredeti hang               | Magyar hang         | Leírás                                                                                            |
| ------------------------- | -------------------------- | ------------------- | ------------------------------------------------------------------------------------------------- |
| Judy Hopps                | Ginnifer Goodwin (felnőtt) | Csifó Dorina        | Bájos nőstény nyúl, a zootropolisi rendőrség legújabb tagja. A film főhőse.                       |
| Judy Hopps                | Della Saba (fiatal)        | Károlyi Lili        | Bájos nőstény nyúl, a zootropolisi rendőrség legújabb tagja. A film főhőse.                       |
| Nick Wilde                | Jason Bateman (felnőtt)    | Zámbori Soma        | Ravasz róka, kispályás szélhámos, ám a felszín mögött több rejtőzik.                              |
| Nick Wilde                | Kath Soucie (fiatal)       | Straub Martin       | Ravasz róka, kispályás szélhámos, ám a felszín mögött több rejtőzik.                              |
| Gazell                    | Shakira                    | Sallai Nóra         | Nőstény gazella, Zootropolis leghíresebb popénekese. Sok rajongója van.                           |
| Bogo hadnagy              | Idris Elba                 | Galambos Péter      | Bivaly, a zootropolisi rendőrség kapitánya. Kissé mogorva és szkeptikus.                          |
| Oroszlánszívű Leodore     | J. K. Simmons              | Csernák János       | Nemes oroszlán, Zootropolis polgármestere. Szívén viseli a város sorsát.                          |
| Nyájasbari                | Jenny Slate                | Peller Anna         | Kedves bárányhölgy, a polgármester asszisztense                                                   |
| Benjamin karmanagy        | Nate Torrence              | Elek Ferenc         | Kövér gepárd, Zootropolis rendőrségének tagja. Nagyon szeret enni.                                |
| Yax                       | Tommy Chong                | Rajkai Zoltán       | Békekedvelő, naturalista laza jak a meztelen állatok Paradicsomában.                              |
| Vidrovszki asszony        | Octavia Spencer            | Kovács Nóra         | Nőstény vidra, aki eltűnt férjét keresi.                                                          |
| Stu Hopps                 | Don Lake                   | Csankó Zoltán       | Judy apja, répatermesztő farmer.                                                                  |
| Bonnie Hopps              | Bonnie Hunt                | Csere Ágnes         | Judy anyja, Stu felesége, vidéki nyuszi.                                                          |
| Duke Nyestelton           | Alan Tudyk                 | Bolba Tamás         | Sunyi, tolvaj menyét.                                                                             |
| Mr. Nagy                  | Maurice LaMarche           | Kőszegi Ákos        | Zootropolis legrettegettebb maffiafőnöke, egy apró törpecickány.                                  |
| Finnick Tom               | Tom Lister Jr.             | Bognár Tamás        | sivatagi róka, Nick társa.                                                                        |
| Villám                    | Raymond S. Persi           | Hevér Gábor         | Zootropolis „leggyorsabb” lajhárja, Nick jóbarátja.                                               |
| Priscilla                 | Kristen Bell               | Bálizs Anett        | Zootropolis „leggyorsabb” nősténylajhárja, Villám barátnője.                                      |
| Borz doktornő             | Katie Lowes                | Szórádi Erika       | Nőstény méhészborz, orvos a vadállatok intézetében.                                               |
| Mr. Manchas               | Jesse Corti                | Borbiczki Ferenc    | Mr. Nagy limuzinsofőrje, fekete jaguár.                                                           |
| Ifj. Jerry Jumbeaux       | John DiMaggio              | Schneider Zoltán    | Fagylaltos elefánt, kávéház-tulajdonos.                                                           |
| Mérges jávorszarvas       | John DiMaggio              | Petridisz Hrisztosz | Ideges patás állat, aki a büntetőcédula miatt megharagszik Judy-ra.                               |
| Jesse                     | John DiMaggio              | Kassai Károly       | Doug félszemű csatlósa.                                                                           |
| Woolter                   | John DiMaggio              | Faragó András       | Doug öklelő csatlósa.                                                                             |
| Fabienne Growley          | Fabienne Rawley            | Erős Antónia        | Nőstény hópárduc, a ZTV híradócsoport tagja.                                                      |
| Elefánt hölgy             | Fabienne Rawley            | Galgotti Barbara    | Tolakodó nőstény elefánt a kávézóban.                                                             |
| Peter Rénbridge           | Peter Mansbridge           | Szellő István       | Jávorszarvas, a ZTV híradócsoport tagja.                                                          |
| Orrszarv járőr            | Mark "Rhino" Smith         | Barabás Kiss Zoltán | Orrszarvú, a zootropolisi rendőrség tagja.                                                        |
| Fru Fru                   | Leah Latham                | Sipos Eszter Anna   | Nőstény törpecickány, Mr. Nagy házasodni készülő lánya.                                           |
| Gideon Grey               | Phil Johnston              | Minárovits Péter    | Vidéki róka, korábban Judy ellenfele, később jó útra tért pék.                                    |
| Egér művezető             | John Lavelle               | Markovics Tamás     | Építkezést vezető házi egér, Nick üzletfele.                                                      |
| Doug                      | Rich Moore                 | Kautzky Armand      | Kos, vegyészprofesszor, Nyájasbari beosztottja.                                                   |
| Larry                     | Rich Moore                 | Hegedűs Miklós      | Őrködő farkas a vadállatok intézetének kapujánál.                                                 |
| Gary                      | David Thibodeau            | Sörös Miklós        | Őrködő fehér farkas a vadállatok intézetének kapujánál.                                           |
| Drill őrmester            | Fuschia                    | Solecki Janka       | Jegesmedve kiképzőtiszt a rendőrakadémián.                                                        |
| Hisztiző malac            | Josh Dallas                | Takátsy Péter       | Nagyon ideges disznó virágárus.                                                                   |
| Nangi                     | Gita Reddy                 | Kokas Piroska       | Nőstény elefánt, jógatanár a meztelen állatok Paradicsomában.                                     |
| Kobak Orix-Agancsov       | Byron Howard               | Zöld Csaba          | Nyársas antilop ikerpár a szállóban.                                                              |
| Anti Orix-Agancsov        | Jared Bush                 | Seder Gábor         | Nyársas antilop ikerpár a szállóban.                                                              |
| Háziasszony               | Josie Trinidad             | Varga Gabriella     | Tatuhölgy, aki kiadja üres szobáját Judy Hoppsnak.                                                |
| Szájkosárba húzott farkas | Zach King                  | Oroszi Tamás        | Füllentő farkas, akit a zootropolis-i rendőrség letartóztatott veszettségért.                     |
| Víziló járőr              | Raymond S. Persi           | Fehér Péter         | A zootropolis-i rendőrség tisztje.                                                                |
| Gonoszkodó cserkész pocok | Jackson Stein              | Nagy Gereben        | Az egyik cserkész, aki a társaival együtt kicsúfolta a gyerekkori Nick-et.                        |
| Jaguár gyerek             | Jackson Stein              | Straub Martin       | Jaguár kölyök, Judy gyerekkori barátja a színdarabban, aki elhatározza, biztonsági szakértő lesz. |
| Sharla                    | Madeleine Curry            | Györke Laura        | Fekete báránylány, Judy gyerekkori barátnője.                                                     |
| Nyuszi lány               | Madeleine Curry            | Györke Laura        | Judy Hopps húga, akitől búcsúzik az expressz állomásnál.                                          |
| Gareth                    | Madeleine Curry            | Ács Balázs          | Zöld sapkás bárány fiú Sharla-val, és a nyuszi lánnyal.                                           |
| Vízipaci                  | Madeleine Curry            | Kiss Bernadett      | A vízilómama kislánya.                                                                            |
| Mérges futóegér           | Melissa Goodwin Shepherd   | Laurinyecz Réka     | Ideges rágcsáló hölgy, aki a büntetőcédula miatt haragszik Judy-ra.                               |

## Televíziós megjelenések
- HBO, HBO 2, HBO 3
- RTL Klub, Cool TV